# Rendulići
Rendulići – wieś w Chorwacji, w żupanii karlowackiej, w gminie Bosiljevo. W 2011 roku liczyła 10 mieszkańców.